# San Paolo Maggiore (Neapel)
Koordinaten: 40° 51′ 5,2″ N, 14° 15′ 24,6″ O

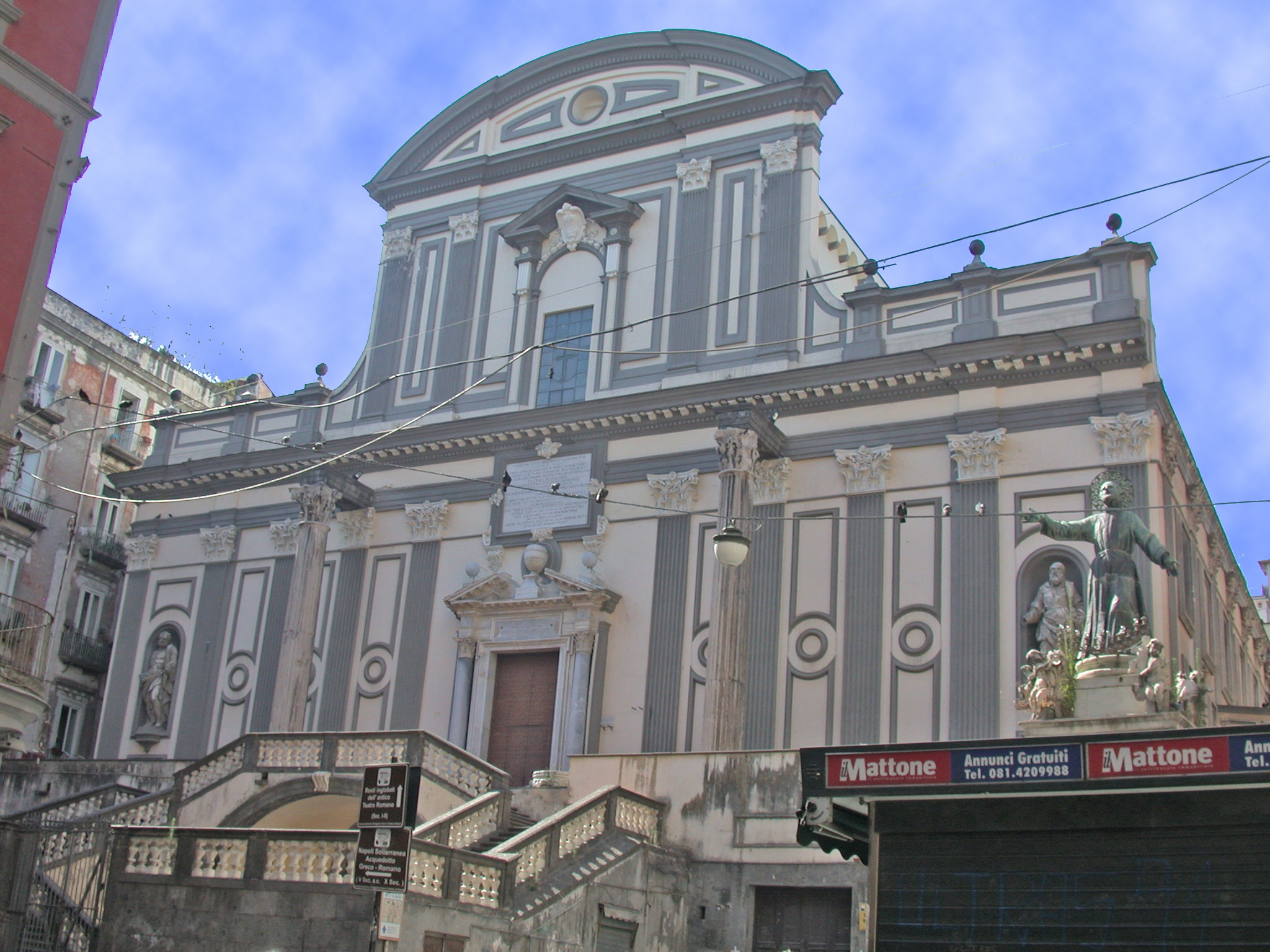
Frontalansicht

San Paolo Maggiore ist eine barocke Kirche und in der Stadt Neapel. Sie befindet sich auf der Piazza San Gaetano. Am 14. Dezember 1951 wurde sie zur Basilica minor erhoben.

## Geschichte

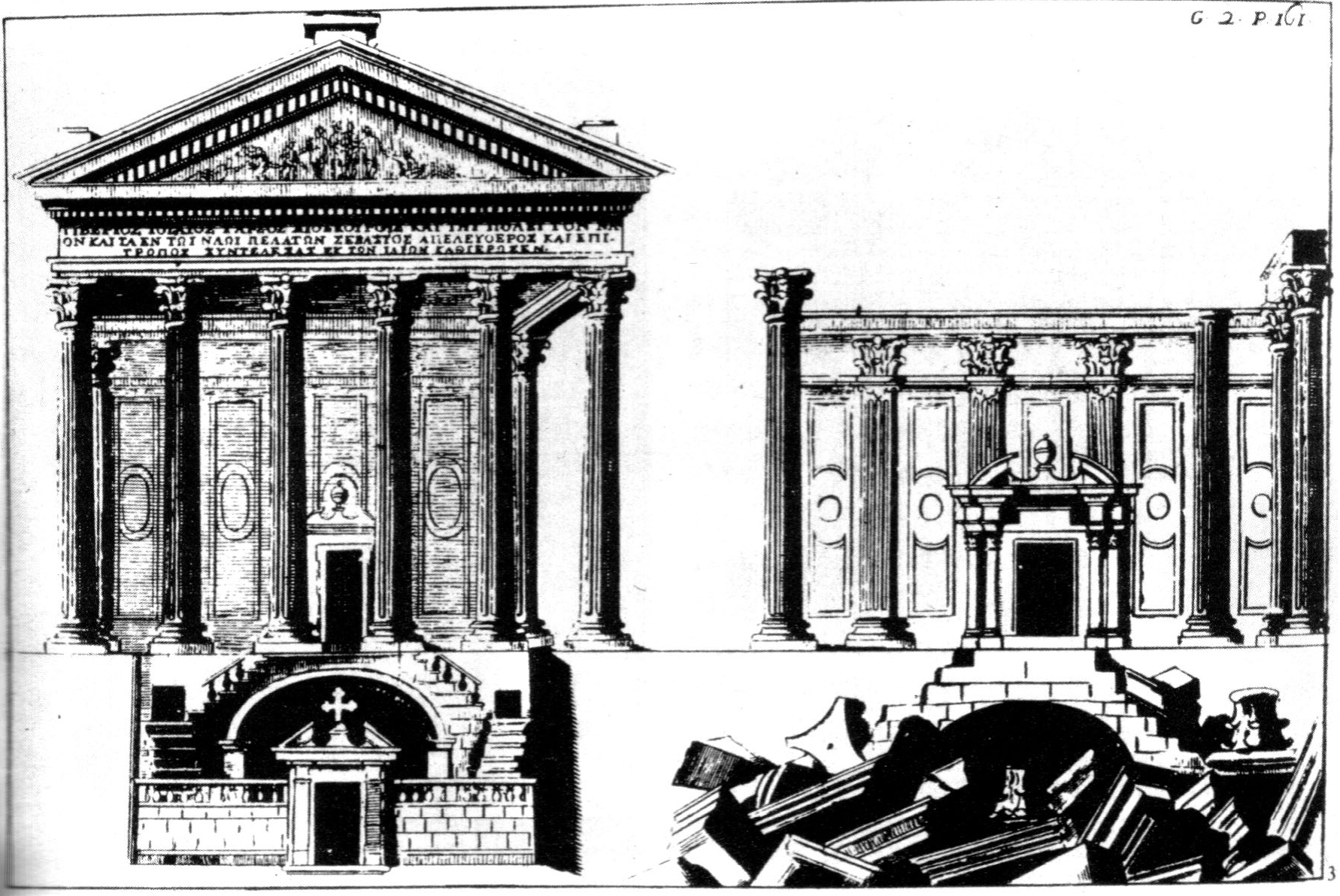
Ansicht mit Teilen des römischen Tempels vor 1688 und danach

In der Antike war die Piazza San Gaetano der Hauptplatz der Stadt, in der griechischen Zeit Agora, in der römischen Forum genannt. An der Stelle, wo die heutige Kirche steht, befand sich der römische Tempel der Dioskuren. Zwei Säulen dieses Tempels sind erhalten und wurden gut sichtbar in die Fassade der Kirche eingebaut. Bis zum Einsturz der Anlage im Jahr 1688 waren größere Teile des Tempels erhalten.
Im 9. Jahrhundert wurde auf den – trotzdem weiterhin sichtbaren – Trümmern des römischen Tempels eine den Heiligen Petrus und Paulus (italienisch San Paolo) geweihte Kirche erbaut.
Der heutige Kirchenbau stammt aus den Jahren 1583 bis 1603, die Seitenschiffe, wo sich das Grab des heiligen Andreas Avellino († 1608) befindet, entstanden 1627. Erbaut wurde San Paolo Maggiore nach Plänen von Francesco Grimaldi.

## Sakristei und Krypta
In der Sakristei sind Bilder des neapolitanischen Malers Francesco Solimena zu sehen.
Der Eingang zur Krypta befindet sich neben der Eingangstreppe auf Straßenniveau. Darin befindet sich das Grab des heiligen Kajetan von Thiene. Vor der Kirche, auf der Piazza San Gaetano, befindet sich eine Statue dieses Heiligen.

## Bildergalerie

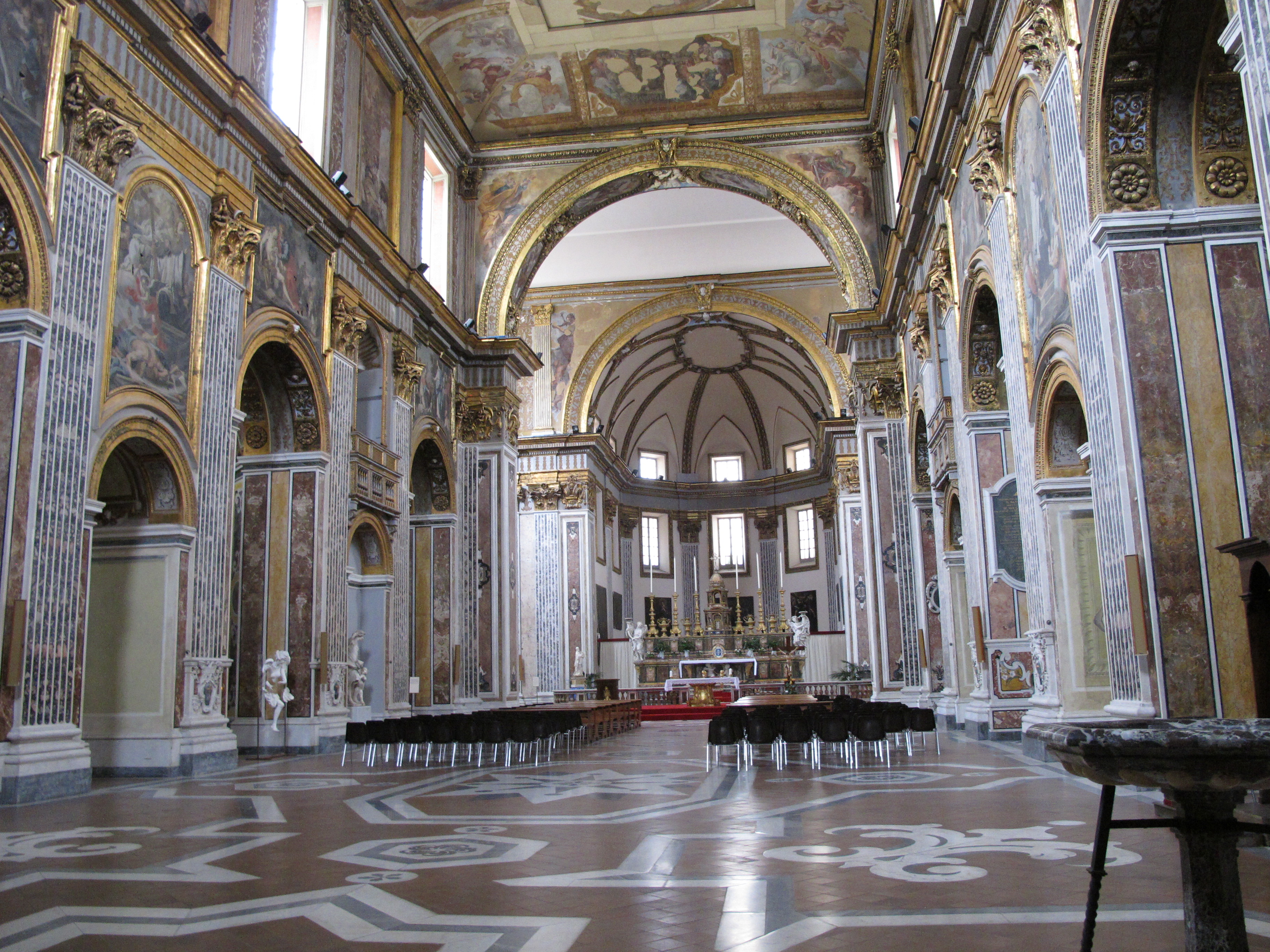
Inneres der Kirche
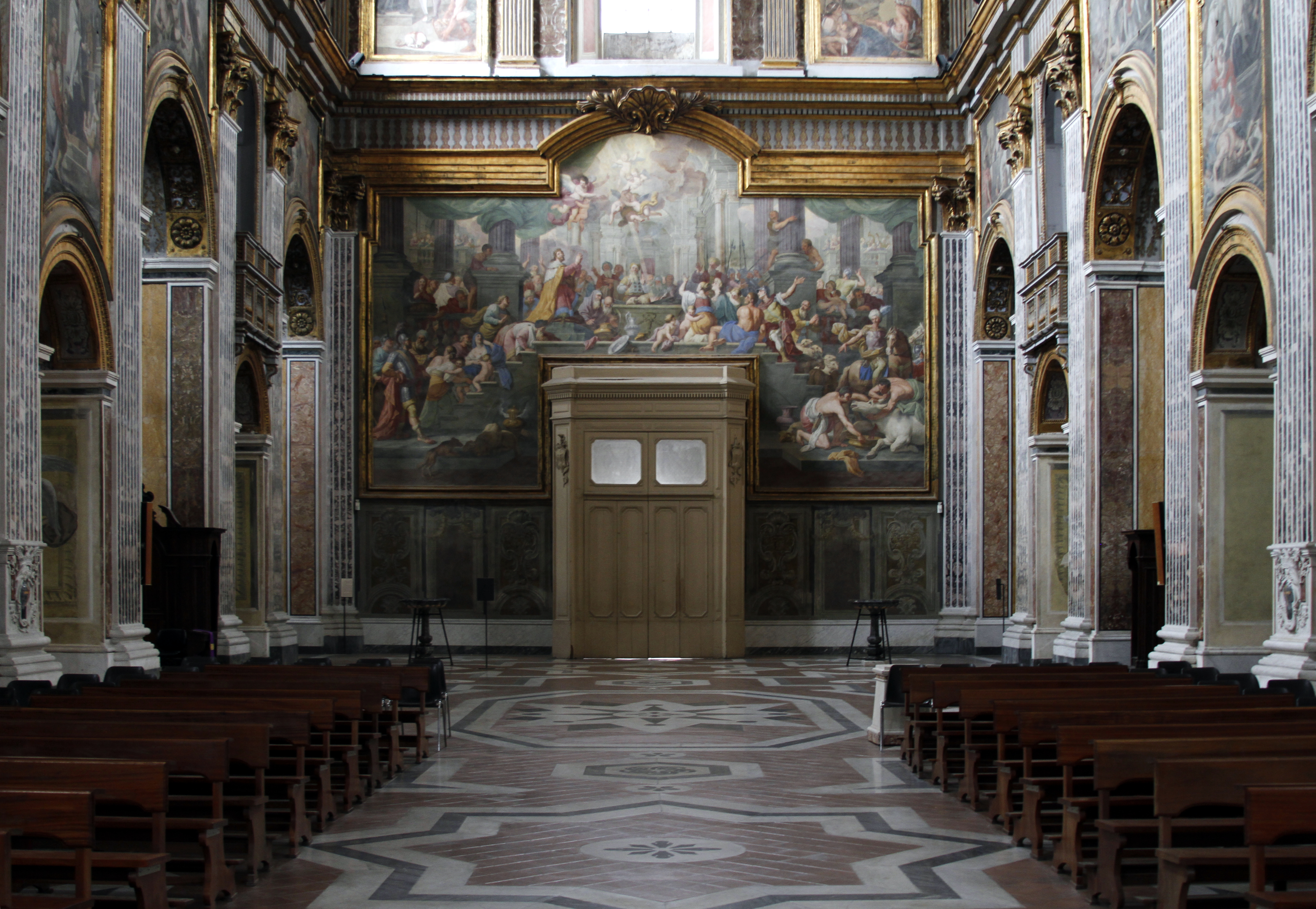
Eingangsfassade
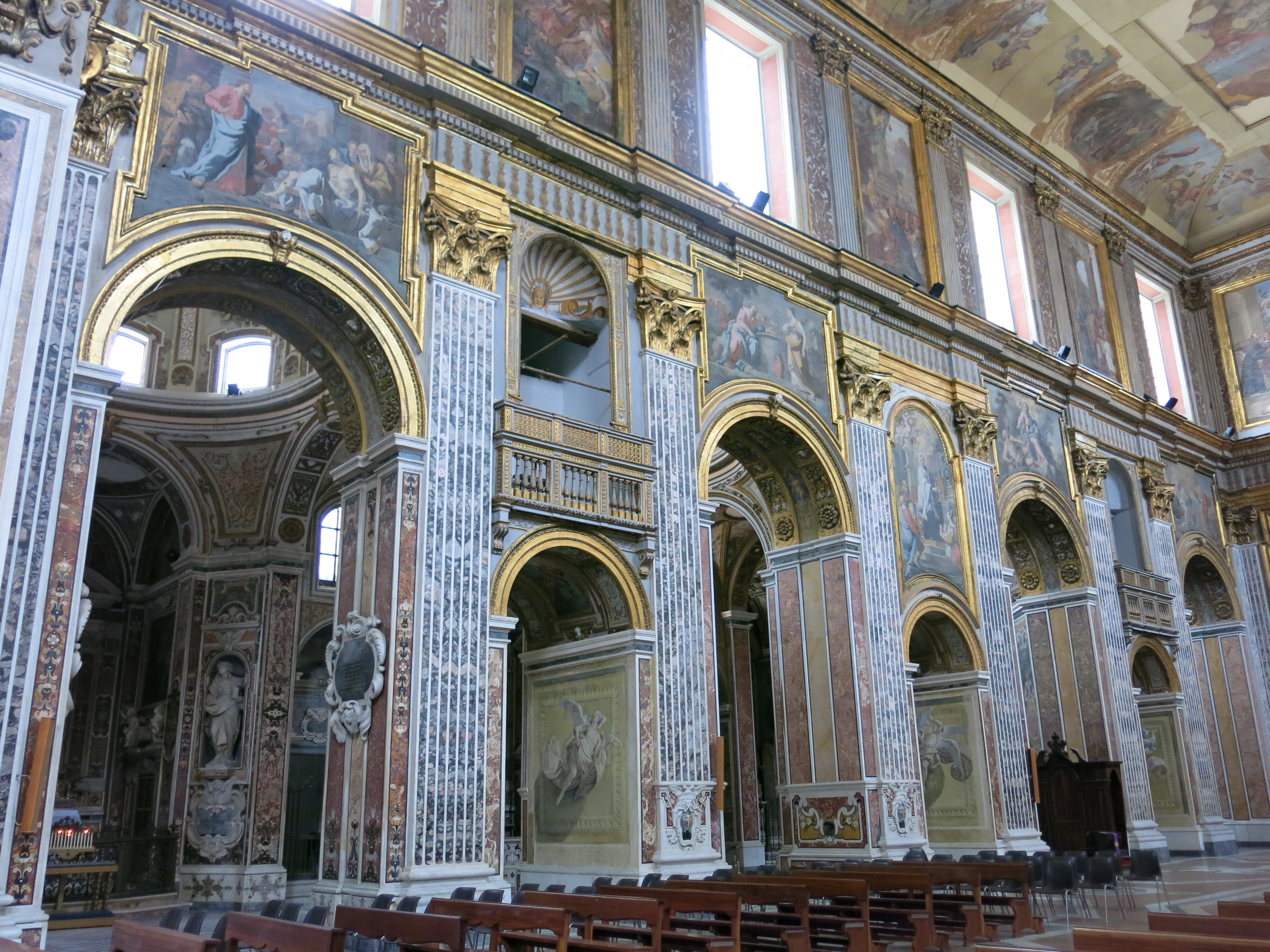
Blick zum rechten Seitenschiff
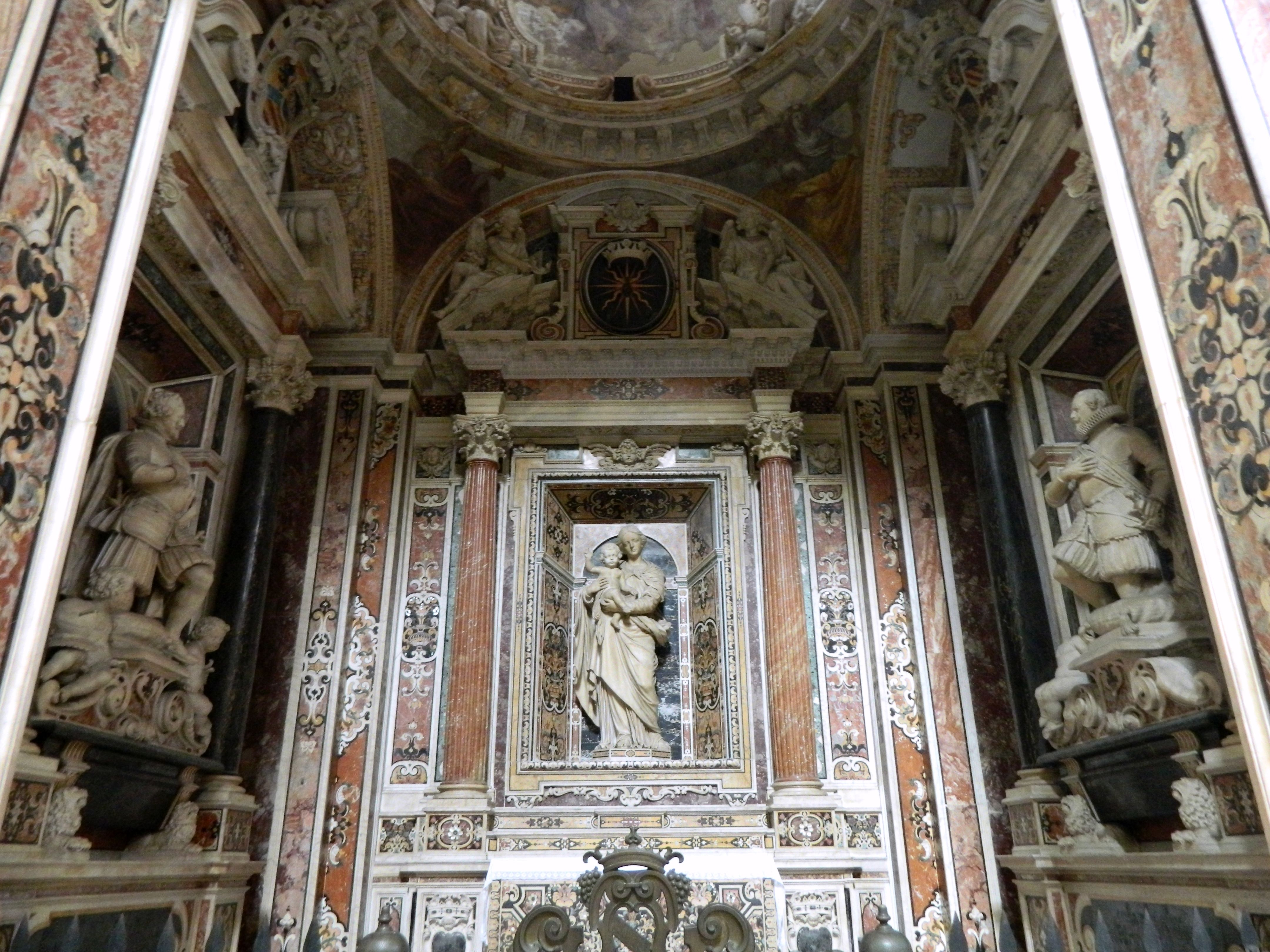
Cappella Firrao mit Marmordekor von Cosimo Fanzago
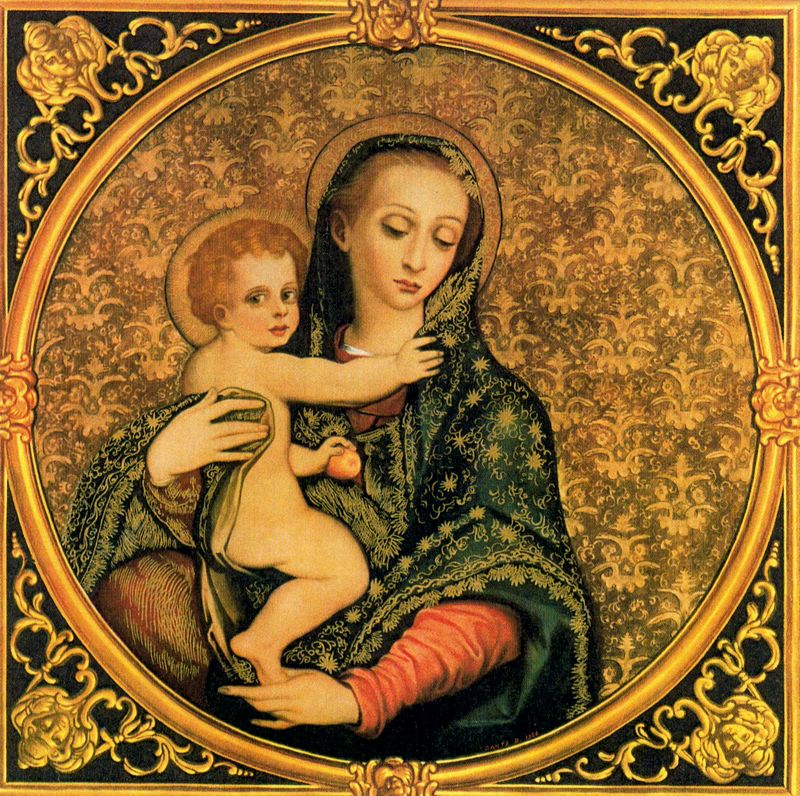
Madonna mit Kind von Luis de Morales in der Capella della purità
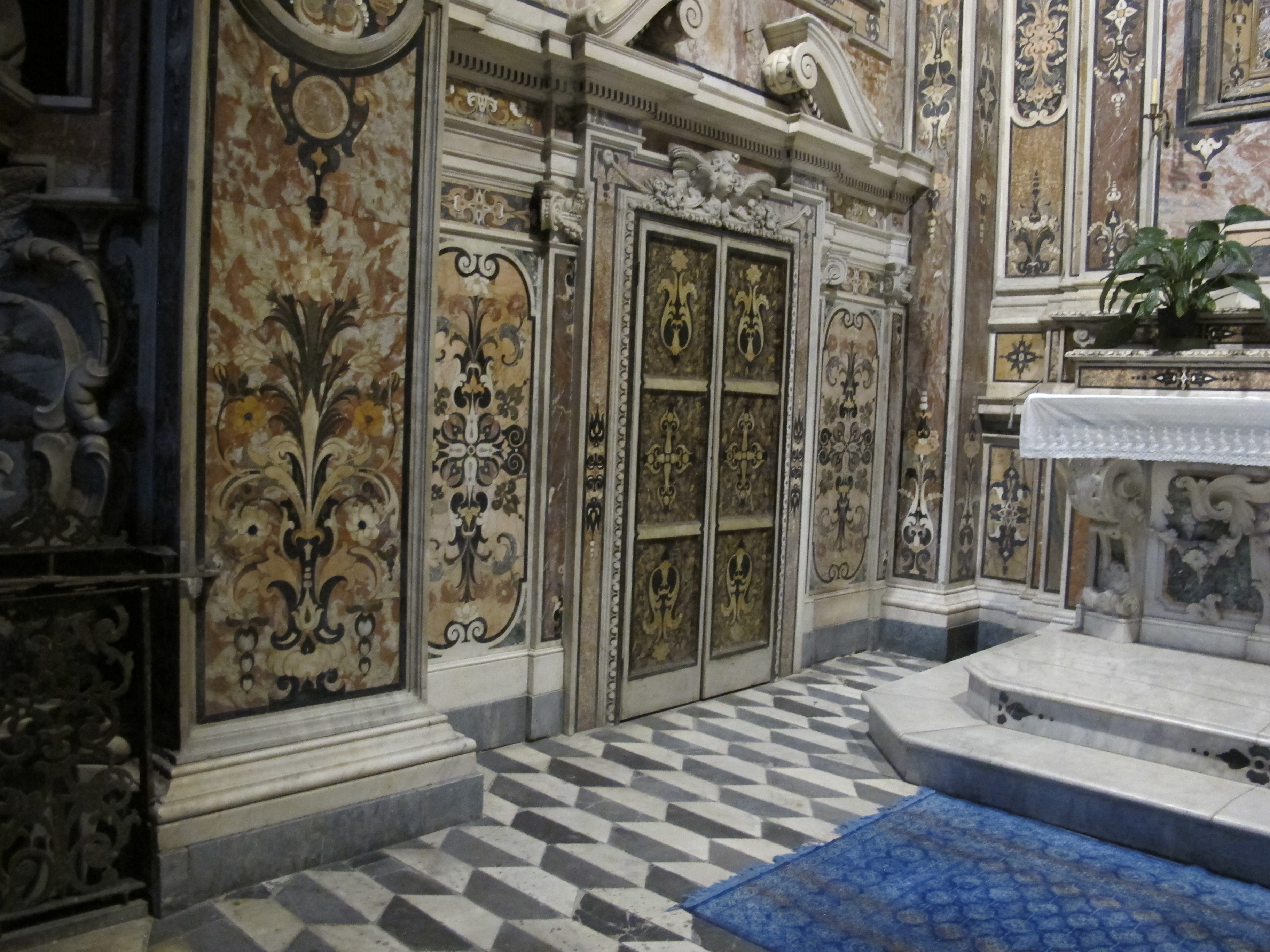
Detail der Marmordekoration in der Cappella della purità
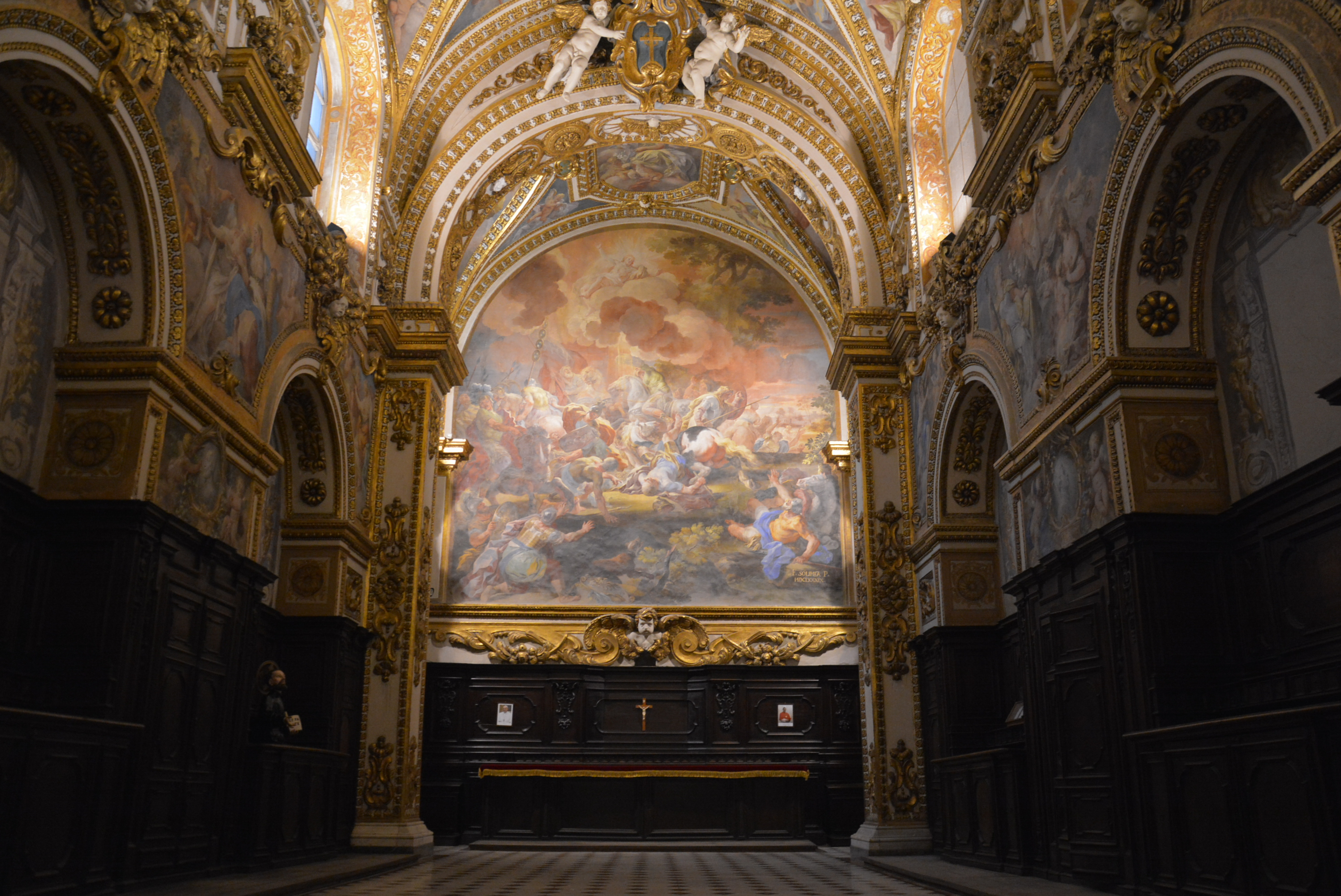
Sakristei mit Fresken von Solimena

## Einzelnachweis
1. ↑  Basilicas Italy, Vatican City State, San Marino. Gcatholic.org, abgerufen am 10. August 2018.